# Слащово
Слащо́во (рос. Слащёво) — присілок у складі Подольського міського округу Московської області, Росія.
2006 року до складу присілка приєднано селище МІС 2 Участка (населення 47 осіб станом на 2002 рік, з них 75 % росіяни).

## Населення
Населення — 107 осіб (2010; 23 у 2002).
Національний склад (станом на 2002 рік):
- росіяни — 100 %